# 用不用説
用不用説（ようふようせつ、英: use and disuse theory）は、1809年にジャン＝バティスト・ラマルクが提唱した、生物の進化に関する仮説（進化論）の一つである。ラマルキズム（英: Lamarckism）とも呼ばれる。
この仮説では、「生物が特定の器官を多く使えばそれは発達し、使わなければ萎縮する。この変化がオスとメスで共通な場合、両者の子供へと変化が遺伝する。」と推測した。すなわち、「獲得形質が遺伝する」と推測した仮説であるが、現代では否定されている。
なお、ラマルクによる進化論の内容は用不用説だけではなく、用不用説の前提として「 生物は単純なものから複雑なものへと連続的に進化する」という仮説も提唱していた。この説に関しても現代では支持されていない（単純から複雑へとは限らない）が、「当時としては科学的・先進的な理論だった」として評価されることがある。

## 内容
ラマルクは無脊椎動物の分類研究を元に、1809年の著書『動物哲学』の中で、次のように訴えた。
- 生物は単純な構造から複雑なものへと連続的に進化してきた。それにより、高等な動物が生まれた。

この「進化」の原理として、次のような仮説を提唱した。これが用不用説である。
- 動物がその生活の中でよく使う器官は、次第に発達する。逆に、はじめから存在する器官であっても、その生活の中で使われなければ、次第に衰え、機能を失う。
- このことは、我々の体でも起きることであり、自明のことと言ってよい。
- このようにして生涯の間に身につけた形質（獲得形質）が、子孫に伝わる。
- 野外では、多くの動物は一定の環境下で何千、何万年にもわたって世代を繰り返すから、世代ごとの蓄積は少しであっても、それが続くことで次第に大きな変化となる。

この用不用説の特徴は、「獲得形質が遺伝することで、生物が進化する」と考えていることである。
本説においては、よくキリンの首が引き合いに出される。本説では次のように推測する。
- キリンはほ乳類の中にあって、他のものと比べて異様に首が長い。それを進化で説明しようとすれば、元は首が短かったと見るのが当然である。
- そこで、キリンの首が長いのは高い枝にある木の葉を食べようとして、いつも首を伸ばしていた。そのために次第に首が長くなり、大人になるまでには首が長く、強くなる。
- そのようなキリンが子供を生めば、生まれた子供にはその形質がわずかに伝わるので、親が生まれたときよりも、その子供の首は少しだけ長くなっている（はずだ）。
- キリンはそのような生活を何千年にもわたってアフリカのサバンナで繰り返していた。その結果長い年月の間に首が伸びたはずだ。

## 論評

### 進化論全体への批判
ラマルクによる進化論は多くの注目を引いたが、発表当時から多くの批判を受けた。これは用不用説に対する批判だけでなく、「生物は進化して姿を変えた」という理論（進化論）自体に対しての批判も激しかった。
当時の西欧社会では、キリスト教に基づく「すべての生物は神が今ある形のままに作ったもので、永遠に変化しない」とする創造論が支配的であった。ラマルクは創造論を公然と批判し、独自の進化論を提唱したために、保守的な創造論の支持者から攻撃を受けた。
フランス皇帝のナポレオン・ボナパルトや著名な博物学者のジョルジュ・キュヴィエも創造論の信奉者であり、ラマルクと対立して妨害を行った。

### 先進性に対する評価
ラマルクは著書『動物哲学』の中で、次のようにも考えていた。
- 地球の表面で変わらないものは1つもない。長い時間が経てば、山も海も形を変える。すべてのものは変化する。
- 生命は複雑ではあるが、単なる物理的な現象であり、特別なものではない。
- 生きているとは、一定の秩序にしたがって物質が運動している状態のことである。

この思考自体に関しては、2018年に日本の分子古生物学者である更科功が高く評価しており、「200年以上前で、ダーウィンの自然選択説よりも以前のものとは思えないほど、現代的・先進的な考えだ。」「ナポレオンやキュビエなどの権力者に睨まれながら、進化論を主張し続けたラマルクの勇気を称えたい。」と讃えている（ダーウィンはラマルクの理論を参考としていたという）。

### 用不用説に対する批判
用不用説における「獲得形質が遺伝する」と主張した部分については、当時からさまざまな問題点が指摘された。
有名な反論は、アウグスト・ヴァイスマンがネズミを使って行った実験である。彼はネズミの尾を切り取り、それを育てて子を産ませ、その子ネズミもしっぽを切って育て、それを22世代にわたって繰り返し、ネズミの尾の長さに変化が生じなかったことを示した。
これに対して、用不用説を支持する者による擁護は、「ネズミにとっては尾は必要な器官であるから、使わなかったのとは訳が違う」という理屈である。しかし、生物が「必要な器官」をどう区別するのかについて支持者は説明していない。
また、ラマルクの実験期間が短すぎることも批判の対象となった。
ラマルクの用不用説は単純でわかりやすいものではあったが、のちにダーウィンによる自然選択説や、メンデルによる遺伝の法則の発表を経て、現代では否定されている。